# 大道芸人ぼくゆう
大道芸人ぼくゆうは、日本の大道芸人。
三重県四日市市出身
日本人初のローラーボーラーでギネス世界記録認定。(Longest duration juggling on a Rola-Bola)

## 解説
数々の大道芸コンテスト受賞歴を持ち、日本トップクラスの大道芸技術を持つパフォーマー。
大道芸ワールドカップにも日本人枠で出場。
2018年に当時日本人男性では数少ないTikTokフォロワー3万人を達成。
第一期TikTok公式インフルエンサーとしてTikTok界を盛り上げる。